# Ihosvany Hernández
Ihosvany Hernández Rivera (L'Avana, 6 agosto 1972) è un allenatore di pallavolo ed ex pallavolista cubano.
Giocava nel ruolo di centrale.

## Biografia
Nato a Cuba, inizia la sua carriera di pallavolista in patria. Nel dicembre del 2001, per riuscire a ottenere un ingaggio in una squadra italiana, fugge dal ritiro della nazionale cubana in Anversa, insieme a Leonel Marshall , Jorge Luis Hernández, Ramón Gato e Yasser Romero.

## Carriera

### Giocatore
Inizia la sua carriera a Cuba. Con la nazionale cubana vince una World League nel 1998. Approda nel campionato italiano nella stagione 1998-99, giocando per Cuneo VBC vincendo la Coppa Italia. La stagione successiva viene ingaggiato dalla Roma Volley, società con cui vince il campionato italiano e la Coppa CEV. Ritornato a Cuba, la stagione successiva, con la sua nazionale vince un campionato nordamericano, una Coppa America e una Grand Champions Cup. Nel 2001 prende la decisione di allontanarsi dal ritiro della nazionale, ad Anversa, assieme ad alcuni compagni di squadra.
Riprende a giocare nel 2003-04, dopo aver scontato la squalifica inflittagli dalla FIVB, nella Pallavolo Parma. L'anno successivo passa alla Taranto Volley, con la squadra pugliese arriva penultimo in campionato, retrocedendo in Serie A2. La stagione seguente passa alla Marmi Lanza Verona, riuscendo a portare la squadra veneta ai playoff della Serie A1, venendo sconfitto, nei quarti di finale, dalla Sisley Treviso.
Nella stagione 2006-07 lascia l'Italia, trasferendosi in Turchia, al Fenerbahçe Spor Kulübü. Nella stagione 2007-08 passa al Asseco Resovia squadra militante nel campionato polacco. Nella stagione successiva passa al Tomis Constanza, squadra con cui vince la Coppa di Romania.
Nella stagione 2010-11 va a giocare in Argentina, giocando per i Buenos Aires Unidos.
Alla fine della stagione 2011-12 si ritira dalla carriera agonistica da giocatore.

### Allenatore
Dopo il ritiro intraprese la carriera di allenatore divenendo il vice sulla panchina dell'Club Voleibol Elche. Tornò poi in Italia per collaborare nel settore giovanile del Volley Adro. Quindi andò a Miami (EU) coi ruoli di allenatore del Club Miami Select Volleyball e presidente della Compagnia Star International Volleyball.

## Palmarès

### Club
- Campionato italiano: 1

1999-00
- Coppa Italia: 1

1998-99
- Coppa di Romania: 1

2009-10
- Torneo Súper 8: 1

2011
- Coppa CEV: 1

1999-00

### Nazionale (competizioni minori)
- Giochi centramericani e caraibici 1998
- Coppa America 2000

### Premi individuali
- 1996 - World League: Miglior muro
- 1997 - World League: Miglior muro
- 2001 - World League: Miglior difensore